# Irréversible
Irréversible ("Ej omvändbar") är en fransk film från år 2002. Filmen är en drama-spänningsfilm skriven och regisserad av Gaspar Noé.

## Om filmen
Irréversible utspelar sig kronologiskt omvänt, första scenen man får se är alltså tidsmässigt den sista. I filmens början får man se rollfiguren Marcus bli utburen på bår av ambulanssjukvårdare ifrån ett slags gay-klubb, då är tittaren fortfarande ovetande om varför han blivit misshandlad. Men detta förklaras allt eftersom filmen skrider framåt, eller egentligen bakåt, då filmen som sagt berättas baklänges.

## Mottagande
Filmen har fått mycket och får fortfarande kritik för dess våldsamma innehåll, där bland annat en man får sitt huvud krossat med en brandsläckare och våldtäktsscenen på Monica Bellucis roll Alex som pågår i 10 minuter där hela scenen visas.
Filmen fick en femma i betyg av Emma Gray på Z Film, medan Orvar Säfström i TV-programmet Filmkrönikan bara gav den en tvåa. Hans Wiklund och Nils Petter Sundgren i TV4:s Bionytt gav båda den en tvåa.

## Rollista
| Monica Bellucci   | – Alex     |
| Vincent Cassel    | – Marcus   |
| Albert Dupontel   | – Pierre   |
| Jo Prestia        | – Le Tenia |
| Philippe Nahon    | – Mannen   |
| Stéphane Drouot   | – Stéphane |
| Jean-Louis Costes | – Fistman  |
| Michel Gondoin    | – Mick     |
| Mourad Khima      | – Mourad   |
| Hellal            | – Layde    |